# Holly Robinson Peete

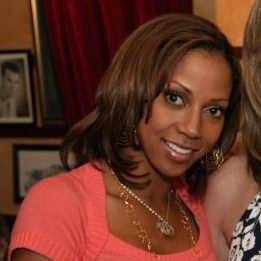
Holly Robinson Peete (2008)

Holly Robinson Peete (* 18. September 1964 in Philadelphia; gebürtig Holly Elizabeth Robinson) ist eine US-amerikanische Schauspielerin.

## Leben
Robinson Peete ist die Tochter des Drehbuchautors Matt Robinson; ihre Mutter Dolores Robinson war als Produzentin von Fernsehserien und als Schauspielerin tätig. Ihre Eltern zogen nach Los Angeles, als sie 10 Jahre alt war. Sie studierte Psychologie und Französische Sprache am Sarah Lawrence College in Yonkers, zeitweise studierte sie an der Pariser Sorbonne.
Robinson Peete debütierte als Kind an der Seite von Paul Sorvino und Brian Dennehy im Fernsehdrama Mauern des Schweigens aus dem Jahr 1979. In den Jahren 1987 bis 1991 spielte sie in der Fernsehserie 21 Jump Street – Tatort Klassenzimmer eine der größeren Rollen. In der preisgekrönten biografischen Miniserie Die Jacksons – Ein amerikanischer Traum (1992), in der sie neben Angela Bassett spielte, verkörperte sie Diana Ross. Für die Rolle in der Fernsehserie For Your Love, in der sie in den Jahren 1998 bis 2002 auftrat, wurde sie in den Jahren 1999, 2000, 2001 und 2002 für den Image Award nominiert. Eine weitere Nominierung für den Image Award in der Kategorie Beste Serien-Hauptdarstellerin – Comedy erhielt sie 2006 für ihre Rolle in der Fernsehserie Love, Inc.
Im März 2023 nahm Robinson Peete als Fairy an der neunten Staffel der US-amerikanischen Version von The Masked Singer teil, in der sie den 12. Platz erreichte.
Robinson Peete ist seit dem Jahr 1995 mit dem ehemaligen Sportler Rodney Peete verheiratet. Sie haben vier Kinder.

## Filmografie (Auswahl)
- 1979: Mauern des Schweigens (Dummy)
- 1986: Howard – Ein tierischer Held (Howard the Duck)
- 1987–1991: 21 Jump Street – Tatort Klassenzimmer (21 Jump Street, Fernsehserie)
- 1992: Die Jacksons – Ein amerikanischer Traum (The Jacksons: An American Dream)
- 1994–1997: Echt super, Mr. Cooper (Hangin’ with Mr. Cooper, Fernsehserie)
- 1998: Killers in the House
- 1998–2002: For Your Love (Fernsehserie)
- 1999: After All
- 2005–2006: Love, Inc. (Fernsehserie)
- 2007: Football Wives (Fernsehfilm)
- 2010: Speed-Dating
- 2010–2011: The Talk (Talkshow)
- 2011–2012: Mike & Molly (Fernsehserie)
- 2012: 21 Jump Street
- 2015: Angel of Christmas (Fernsehfilm)
- 2017: Christmas in Evergreen (Fernsehfilm)
- 2018: Christmas in Evergreen – Letters to Santa (Fernsehfilm)
- seit: 2018: Morning Show Mysteries (Fernsehserie)
- 2019: Christmas in Evergreen – Tidings of Joy (Fernsehfilm)
- 2019: A Family Christmas Gift (Fernsehfilm)
- 2020: The Christmas Doctor (Fernsehfilm)
- 2020: Christmas in Evergreen: Bells Are Ringing (Fernsehfilm)
- 2021: American Housewife (Fernsehserie)
- 2021: The Christmas Bond (Fernsehfilm)
- 2021: Our Christmas Journey (Fernsehfilm)
- 2022: The Road Ahead
- 2022: The Journey Ahead (Fernsehfilm)
- 2023: The Masked Singer (Fernsehshow)